# São Pedro (Cabo Verde)
São Pedro es una localidad caboverdiana del municipio de São Vicente.

## Geografía
La localidad está situada en la isla de São Vicente.

## Organización territorial
La localidad abarca los lugares y barrios de:
- Santo André de São Pedro
- São Pedro